# 2013年委内瑞拉总统选举
2013年委内瑞拉总统选举是一个临时总统选举，这是由于2013年3月5日前委内瑞拉总统烏戈·查維茲因病逝世，而提前于2013年4月14日举行的全国总统大选。马杜罗胜出成功当选下一届总统。

## 背景
查韦斯在2012年委内瑞拉总统选举获胜之后，前往古巴进行癌症治疗，后返回国内部队医院继续进行治疗。1月10日前后，由于查韦斯因病未能及时进行总统就职典礼，查韦斯的竞选对手呼吁进行重新选举。

## 侯选人
- 尼古拉斯·马杜罗，前代总统，大爱国阵线中的委內瑞拉社会主义统一党总统候选人[4]
- 恩里克·卡普利莱斯·拉东斯基，前委内瑞拉反对派领袖，民主團結圓桌會議中的正义第一党总统候选人。[5][6]
- 雷纳，工会领导人和工人力量党的总统候选人。[7]
- 玛丽亚·玻利瓦尔，为了和平与自由民主党的总统候选人 [8]
- 尤西比奥·门德斯，牧师界的总统候选人。[9]
- 布希，委内瑞拉青年组织的总统候选人。[10]
- 胡里奥·莫拉，民主联合党的总统候选人。[10]

## 民意调查
| 专业民调机构 | 日期 | 马杜罗 | 卡普利莱斯 |
| ------------ | ---- | ------ | ---------- |
| Hinterlaces  | 2月  | 50     | 36         |
| Datanálisis  | 3月  | 49.2   | 34.8       |
| Hinterlaces  | 3月  | 53     | 35         |
| ICS          | 3月  | 58.2   | 40.5       |
| IVAD         | 3月  | 53.8   | 31.6       |
| Dataincorp   | 3月  | 61     | 26         |
| Hinterlaces  | 3月  | 55     | 35         |
| IVAD         | 3月  | 53.8   | 30.8       |
| GIS XXI      | 3月  | 55.3   | 44.7       |
| IVAD         | 3月  | 53.3   | 34.7       |
| Datamática   | 4月  | 34.9   | 39.7       |
| DatinCorp    | 4月  | 44     | 43         |
| Datamática   | 4月  | 30.6   | 42.1       |
| Datanálisis  | 4月  | 54.8   | 45.1       |

## 后续事件
2013年4月16日，卡普里莱斯的支持者在首都展开大规模示威，以抗议总统选举舞弊、要求重新计算选票，他们在17和18日举行更多抗议活动。而马杜罗也呼吁自己的支持者在这两天示威、展开“为和平而战”活动。其後最高法院三個月後判定選舉結果有效。